# Robert Mills (physicien)
Pour les articles homonymes, voir Robert Mills et Mills.
Robert L. Mills (15 avril 1927 - 27 octobre 1999), est un physicien théoricien américain.

## Éléments biographiques
Mills et Yang ont reçu conjointement le prix Rumford Premium en 1980, décerné par l'American Academy of Arts and Sciences, pour leurs travaux sur le « développement d'une théorie des champs possédant une invariance de jauge généralisée », c'est-à-dire une théorie de jauge non Abélienne.